# Misterios naturales
Misterios naturales es el nombre de un libro de poemas publicado por el autor ecuatoriano Jorge Carrera Andrade en el año de 1972.

## Resumen
Este poemario es uno de los últimos publicados por Carrera Andrade, al igual que "Vocación terrena" que saldría a la luz el mismo año.
A juicio del crítico literario Hernán Rodríguez Castelo, Misterios naturales forma parte de la etapa final de su obra que se caracteriza por su enfoque en la historia, como es el caso de Crónicas de las Indias publicado siete años antes y por la geografía y las cosas, donde también se incluye al poemario "El alba llama a la puerta” de 1966 con el que comparte temática. 

## Estructura
El libro consta de los siguientes poemas:
- I Transmutaciones
- II Escenas holandesas
- III Apetito de realidad
- IV Fábula
- V Interior
- VI Caudales
- VII Nombro la piedra
- VIII País de soledad
- IX Refugio
- Lluvia en el trópico
- Noticias del cosmos
- Estaciones de Stony Brook
- Quipos
- El combate poético
- A Picasso
- Los parricidas
- El orador-dictador
- Edad tenebrosa
- Paraíso de los ancianos
- Nadie